# John Lydford
John Lydford (c.1337-1407) foi um padre inglês e advogado canônico.
Lydford foi arquidiácono de Totnes de 1385 a 1407.